# Championnats du monde de cyclisme sur route 1951
Navigation
Moorslede 1950 Luxembourg 1952
Les championnats du monde de cyclisme sur route 1951 ont eu lieu le 2 septembre 1951 à Varèse en Italie.

## Résultats
| Épreuves :                          | Or                    | Or              | Argent                | Argent | Bronze                    | Bronze |
| Professionnels                      |                       |                 |                       |        |                           |        |
| Hommes - course en ligne            | Ferdi Kübler Suisse   | 8 h 28 min 28 s | Fiorenzo Magni Italie | m.t.   | Antonio Bevilacqua Italie | m.t.   |
| Amateurs                            |                       |                 |                       |        |                           |        |
| Hommes - amateurs - course en ligne | Gianni Ghidini Italie | -               | Rino Benedetti Italie | -      | Jan Plantaz Pays-Bas      | -      |

## Tableau des médailles
| Rang  | Nation   | Or | Argent | Bronze | Total |
| ----- | -------- | -- | ------ | ------ | ----- |
| 1     | Italie   | 1  | 2      | 1      | 4     |
| 2     | Suisse   | 1  | 0      | 0      | 1     |
| 3     | Pays-Bas | 0  | 0      | 1      | 1     |
| Total | Total    | 2  | 2      | 2      | 6     |